# Hiroki Iizuka
Hiroki Iizuka (jap. 飯塚 浩記, Iizuka Hiroki; * 4. April 1978 in der Präfektur Shizuoka) ist ein ehemaliger japanischer Fußballspieler.

## Karriere
Iizuka erlernte das Fußballspielen in der Schulmannschaft der Shizuoka Gakuen High School. Seinen ersten Vertrag unterschrieb er 199 bei den Montedio Yamagata. Der Verein spielte in der zweithöchsten Liga des Landes, der Japan Football League. Ende 1999 beendete er seine Karriere als Fußballspieler.